# 교코토바
교코토바(京言葉), 교토어(京都語 교토고[*]), 교토벤(京都弁)은 교토에서 사용되는 일본어 방언으로, 긴키 방언의 일종이다. 오사카 방언과 함께 긴키 방언의 핵심 방언이다.
교토는 헤이안쿄가 건설된 헤이안 시대부터 1000년 이상에 걸쳐 일본의 도시가 있던 지역이며, 에도 시대까지 교코토바는 높은 위신을 가지며, 현대 공통어의 모체인 도쿄 방언을 포함한 일본 각지의 방언에 영향을 주었다. 현재도 교토에서는 자신들의 말에 강한 자부심이 있다.